# Solto Collina
Solto Collina är en ort och kommun i provinsen Bergamo i regionen Lombardiet i Italien. Kommunen hade 1 794 invånare (2018).